# ريتا زوسموت
ريتا زوسموت (بالألمانية: Rita Süssmuth) (ولدت في 17 فبراير 1937 في فوبرتال) هي سياسية ألمانية تنتمي إلى الاتحاد المسيحي الديمقراطي.
عينت وزيرة للشباب والأسرة والصحة بين عامي 1985 و1988. ثم أصبحت رئيسة للبرلمان الاتحادي الألماني (البوندستاغ) بين عامي 1988 و1998.

## روابط خارجية
- ريتا زوسموت على موقع IMDb (الإنجليزية)
- ريتا زوسموت على موقع مونزينجر (الألمانية)
- ريتا زوسموت على موقع ديسكوغز (الإنجليزية)
- ريتا زوسموت على موقع قاعدة بيانات الفيلم (الإنجليزية)